# 日本珪素医科学学会
一般社団法人日本珪素医科学学会（にほんけいそいかがくがっかい、英称： Japan-Medical Science Institute of Silicon、略称： JMSIS）は、ケイ素（珪素）が広く社会に役立つ物質であることを解明、追究する目的のために設立された学術研究団体。この目的達成のために、産学会員による研究開発と人材育成を行うとともに、関連団体との連絡、連携を図る事業を行う。東京都中央区八重洲2丁目6番16号北村ビル6階に事務局を置く。2008年（平成20年）8月30日設立。関連学術団体に日本珪素医療研究会があるが、こちらは医師および医学博士のみで構成され、珪素の医療現場での応用研究が主な目的とされている。

## 概要
ケイ素に関する医科学分野の研究、工業、環境、農林畜水産分野における珪素を活かした素材の開発及び普及を目的として、水溶性有機珪素の抽出方法及び抽出装置の発明者である金子昭伯氏の主宰で2008年（平成20年）8月30日に発足。歴史は浅いが、珪素（とりわけ、水溶性珪素）を主たる研究対象とした学会は2017年（平成29年）現在世界的にみても数少なく、独自的発足と歩みをもつ。法人名称に医科学と名がつくものの、医療現場のみならず、工業製品や農林畜水産分野への活用などと幅広い分野の基礎、応用研究がされている。伏見博明氏（伏見宮博明王）が名誉総裁を務める。

## 沿革[3]
- 2008年（平成20年）：日本珪素医科学学会発足。初代会長に柳本行雄氏（医師/医学博士）就任。第1回学術発表会開催。
- 2009年（平成21年）：第2回～6回学術発表会開催。
- 2010年（平成22年）：第1回定期総会開催。第７～9回学術発表会開催。
- 2011年（平成23年）：第2回総会開催。2代目会長に菅野光男氏（医師/医学博士）就任。韓国ソウル健康村最高責任者の李時烔氏（韓医学博士/精神科医）招聘。
- 2012年（平成24年）：一般社団法人日本珪素医科学学会登記。第3回総会、第13回~15回学術発表会開催。ボランティア事業部「がんばろう日本」救援／救命隊を組織する。中国上海へ研修旅行実施。
- 2013年（平成25年）：事務局本部を大阪市東淀川区より東京都中央区へ移転。第4回総会、第16～18回学術発表会開催。タイ、ベトナムへ研修旅行実施。
 　　　　　　～以下、年次総会と学術発表会の実施の記載を省略～
- 2014年（平成26年）：3代目会長に桧田仁氏（医師／医学博士）就任。
- 2015年（平成27年）：水溶性珪素umoシンポジウム開催（福岡）。フィリピンへ研修旅行実施。SPORTEC2015 第24回ヘルス＆フィットネスジャパンに出展。珪素医学療法士認定委員会[4]発足。

## 活動内容[5]
1. 学術発表会、セミナー・研修会、親睦会の定期的開催
2. 政府省庁への申請事業 （特許及び医薬部外品の申請、先端技術への助成金の申請）
3. 臨床及び分析　（マウス及び動物による臨床試験、農業、林業、水産業の応用試験と分析、人体による臨床試験、工業、産業における応用試験と分析）
4. 社会的貢献度の高い商品を製造及び販売している事業所に対し「優良企業認定」として 「珪素医療功労賞」の表彰を実施
5. 優良商品認定
6. 研究会員と企業との委託研究における顧問契約を仲介
7. 珪素に関するセミナー講師の派遣
8. ニュースレター （会報）の定期的発行
9. DVD(学術発表会)、書籍の作成及び販売
10. 学会の理事会会員への博士号授与、教授任命
11. ボランティア事業 「がんばろう日本」救援/救命隊の隊員募集、推進活動
12. 珪素医学療法士資格管理業務

## 歴代会長
| 歴代     | 氏名     | 任期                                          |
| -------- | -------- | --------------------------------------------- |
| 初代     | 柳本行雄 | 2008年（平成20年）8月～2010年（平成22年）12月 |
| 2代      | 菅野光男 | 2011年（平成23年）1月～2013年（平成25年）12月 |
| 3代      | 桧田仁   | 2014年（平成26年）1月～2016年（平成28年）9月  |
| 4代      | 不在     |                                               |
| 会長代理 | 菅野光男 | 2016年（平成28年）9月～                       |

## 会員構成
医学、科学的な分野にとどまらず、広く工業、環境、農林畜水産等、様々な分野の学識経験者で構成される理事会と珪素に関連する企業や個人で構成される幹事会からなる。
【理事会】
- 研究会員　学識経験者（医師、博士、教授及び講師、研究従事者）

【幹事会】
- 正会員　　珪素に関連する企業で構成される
- 賛助会員　珪素に関心のある一般企業で構成される
- 個人会員　珪素に関心のある個人で構成される
- プライマリー会員　珪素医学療法士に関心のある個人